# AMYF
AMYF ist das neunte Soloalbum des deutschen Rappers Bushido. „AMYF“ steht für seinen bürgerlichen Namen Anis Mohamed Youssef Ferchichi. Das Album ist am 12. Oktober 2012 erschienen, zu den Songs Intro, Kleine Bushidos und Theorie & Praxis wurden Videos gedreht. Die zweite Videoauskopplung Kleine Bushidos erschien zuvor am 4. Oktober, der entsprechende Song wurde tags darauf veröffentlicht. Vor der Albumveröffentlichung wurden zusätzlich regelmäßig Infovideos veröffentlicht.

## Hintergrund
Knapp ein Jahr zuvor erschien am 14. Oktober 2011 das Album 23. Seitdem hatte Bushido geheiratet und war Vater einer Tochter geworden, gleichzeitig aber ebenso die erneute Krebserkrankung seiner Mutter verarbeiten müssen. Bushido gab später in Interviews an, sich infolge letzteren Ereignisses in psychologische Behandlung begeben und regelmäßig die Moschee besucht zu haben. Die Zeit zwischen den beiden Albumveröffentlichungen ist vergleichbar groß, zuvor vergingen zwischen der Veröffentlichung von Jenseits von Gut und Böse am 13. Mai 2011 und dem Album 23 nur gut fünf Monate.
Im Frühjahr 2012 postete Bushido auf Facebook, er habe sich gerade AMYF von Bushido bestellt. Daraufhin war das Album auf Amazon.de zur Vorbestellung verfügbar. Im selben Zeitraum überwarf sich Bushidos langjähriger Weggefährte und Backup-Rapper Kay One mit Bushido und verließ die Plattenfirma ersguterjunge. Für die damals anstehende Tournee zu Bushidos Vorgänger-Album Jenseits von Gut und Böse wurde infolgedessen kurzfristig El Moussaoui als Ersatz verpflichtet. An einigen Terminen wurde Bushido außerdem zusätzlich von dessen Bruder MoTrip begleitet. Dieser gab im Mai schließlich in einem Interview mit der Website 16bars.de bekannt, mit Bushido an einigen Titeln für AMYF zusammengearbeitet zu haben. Am 22. August 2012 veröffentlichte Bushido ein erstes Infovideo zum Album. Ein wenig später wurden die Trackliste und die iTunes Version veröffentlicht. Auf der Deluxe-Version ist auch eine DVD enthalten, welche exklusive Studioaufnahmen zeigt.
Der Albumtitel wird auf dem Titelbild als Formel dargestellt:
{\displaystyle A=m\,y^{f}\,}

## Entstehung
Im Vorfeld der Aufnahmen zu AMYF hatte Bushido wie er später mehrere Rivalitäten und Animositäten mit ehemaligen musikalischen Weggefährten beseitigt, weswegen auf dem Album im Vergleich zu vorhergegangenen Werken über Gebühr viele nicht bei Bushidos Label ersguterjunge unter Vertrag stehende Rapper vertreten sind. Gleichzeitig hatte auch Bushidos eigene Präsenz in der breiten Öffentlichkeit verhältnismäßig nachgelassen und seine Zusammenarbeit mit Major-Labels sich mittlerweile nur noch auf den Vertrieb beschränkt, weswegen ihm Zusammenarbeiten mit Künstlern wie King Orgasmus One, der zuletzt auf dem knapp zehn Jahre vorher erschienenen Carlo Cokxxx Nutten ein gemeinsames Lied mit Bushido aufgenommen hatte, wieder möglich gewesen seien. Im Rahmen dessen sollte mit Bass Sultan Hengzt auch ein weiterer Künstler, mit dem Bushido letztmals etwa sieben Jahre zuvor zusammengearbeitet hatte und mit dem er zerstritten gewesen war, auf AMYF vertreten sein. Ein Gastbeitrag von diesem kam aber Interview-Angaben Bushidos zufolge nicht zustande, da es Hengzt nicht gelang seinen Beitrag vor dem Albumabgabetermin für AMYF fertigzustellen.
Bushidos ursprünglicher Plan war es dabei gewesen, an mehreren Liedern jeweils zwei Künstler zu beteiligen, die bereits untereinander eine gemeinsame musikalische Vergangenheit haben. So sollten Frauenarzt und King Orgasmus One sowie Eko Fresh und Summer Cem jeweils gemeinsam auf einem Titel als Feature-Gäste auftreten. Während Frauenarzt, King Orgasmus One und Eko Fresh schließlich auf den Liedern Südrapstarz 2, Männerabend bzw. Untergrund (Part 2) vertreten waren, entschied sich Bushido eigenen Aussagen zufolge schließlich gegen eine Beteiligung Summer Cems an AMYF, da dieser sich während der Promotion seines eigenen Albums Sucuk & Champagner abfällig über Bushido geäußert habe.
Gleichzeitig sollte nach Bushidos ursprünglichen Vorstellungen auch Fler auf AMYF vertreten sein. In diesem Fall hätten drei Titel mit Fler, Sido bzw. MoTrip die jeweiligen Singleauskopplungen darstellen sollen und alle Künstler in den Musikvideos der beiden Titel, auf denen sie jeweils musikalisch nicht vertreten wären, auftreten sollen. Auf Grund seiner persönlichen Erfahrungen aus seiner jüngsten Zusammenarbeit mit Fler mit Rahmen der über Bushidos Label ersguterjunge veröffentlichten Alben Carlo Cokxxx Nutten 2, Flersguterjunge und Berlins Most Wanted sowie zeitgleichen Animositäten zwischen Sido und Fler, verwarf Bushido diese Idee allerdings.
Der Rapper MoTrip war derweil in die Schaffensphase des Albums besonders stark involviert. Neben dem Titel Snare Drum ich rap, auf dem er als Feature vertreten ist, wird er für die Lieder Selbst ist der Mann, Lebende Legende, Lass mich allein, Das echte Leben, Nicht so wie ihr, Theorie & Praxis, Aaliyah, Grenzenlos und A.M.Y.F. sowie  5 weiteren Titeln der Premium- bzw. Deluxe-Edition des Albums als Co-Autor ausgewiesen.

## Produktion & Gastbeiträge
Die Produktion der einzelnen Lieder wurde von Bushido selbst, Beatzarre, Djorkaeff, Gee Futuristic, X-plosive, Phat Crispy und dem Produzententeam 3nity vorgenommen. Als Gäste vertreten sind Frauenarzt, El Moussaoui, King Orgasmus One, Eko Fresh, MoTrip, Joka, Sido, Brutos Brutaloz und J-Luv vertreten.

## Titelliste

### CD 1 (Standard Edition)
| #   | Titel                               | Text                             | Produktion                                      | Länge |
| --- | ----------------------------------- | -------------------------------- | ----------------------------------------------- | ----- |
| 1.  | Intro                               | Bushido                          | Bushido, Djorkaeff, Beatzarre                   | 2:05  |
| 2.  | Selbst ist der Mann                 | Bushido, MoTrip                  | 3Nity                                           | 3:00  |
| 3.  | Lebende Legende                     | Bushido, MoTrip                  | Bushido, Djorkaeff, Beatzarre                   | 3:08  |
| 4.  | Anis Ferchichi                      | Bushido                          | Bushido, Djorkaeff, Beatzarre                   | 3:36  |
| 5.  | Lass mich allein                    | Bushido, MoTrip                  | Bushido, Djorkaeff, Beatzarre                   | 3:32  |
| 6.  | Das echte Leben (feat. Sido)        | Bushido, Sido, MoTrip            | Phat Crispy, Stefan "Ear 2 Tha Beat" Hinterlang | 3:41  |
| 7.  | Ihr habt mich gemacht               | Bushido, MoTrip                  | Gee Futuristic, Bjet                            | 3:52  |
| 8.  | Kleine Bushidos                     | Bushido                          | Bushido, Djorkaeff, Beatzarre                   | 3:27  |
| 9.  | Snare Drum ich rap (feat. MoTrip)   | Bushido, MoTrip                  | Bushido, Djorkaeff, Beatzarre                   | 3:38  |
| 10. | Mitten im Leben                     | Bushido                          | Bushido, Djorkaeff, Beatzarre                   | 3:36  |
| 11. | Untergrund, Pt. 2 (feat. Eko Fresh) | Bushido, Eko Fresh               | X-Plosive                                       | 3:18  |
| 12. | Nicht so wie Ihr                    | Bushido, MoTrip                  | Bushido, Djorkaeff, Beatzarre                   | 3:13  |
| 13. | Theorie und Praxis (feat. Joka)     | Bushido, Joka, MoTrip            | Gee Futuristic                                  | 3:26  |
| 14. | Hass                                | Bushido                          | Bushido, Djorkaeff, Beatzarre                   | 3:40  |
| 15. | Aaliyah                             | Bushido, MoTrip                  | Bushido, Djorkaeff, Beatzarre                   | 3:06  |
| 16. | Grenzenlos (feat. Julian Williams)  | Bushido, Julian Williams, MoTrip | Bushido, Djorkaeff, Beatzarre                   | 3:13  |
| 17. | A.M.Y.F.                            | Bushido, MoTrip                  | Bushido, Djorkaeff, Beatzarre                   | 3:47  |
| 18. | Euer bester Feind                   | Bushido                          | Bushido, Djorkaeff, Beatzarre                   | 4:03  |

### CD 2 (Premium und Deluxe Edition)
| #   | Titel                                              | Text                       | Produktion                            | Länge |
| --- | -------------------------------------------------- | -------------------------- | ------------------------------------- | ----- |
| 1.  | Hochmut                                            | Bushido, MoTrip            | 3Nity                                 | 3:15  |
| 2.  | Ich erinner mich (feat. Elmo)                      | Bushido, Elmo, MoTrip      | X-Plosive                             | 3:08  |
| 3.  | Immer noch hier                                    | Bushido                    | Bushido, Djorkaeff, Beatzarre         | 3:52  |
| 4.  | Bordstein und Skyline zugleich                     | Bushido                    | Bushido, Djorkaeff, Beatzarre         | 3:43  |
| 5.  | Alles nochmal wiederholen                          | Bushido, MoTrip            | Bushido, Djorkaeff, Beatzarre         | 3:31  |
| 6.  | Gangster Rap Titan                                 | Bushido                    | Bushido, Djorkaeff, Beatzarre         | 3:43  |
| 7.  | Männerabend (feat. King Orgasmus One)              | Bushido, King Orgasmus One | Bushido, Djorkaeff, Beatzarre         | 3:26  |
| 8.  | Südrapstarz 2 (feat. Frauenarzt)                   | Bushido, Frauenarzt        | Bushido, Djorkaeff, Beatzarre         | 3:34  |
| 9.  | Berlin Tag und Nacht                               | Bushido                    | Bushido, Djorkaeff, Beatzarre         | 3:47  |
| 10. | Lichterfelde Motivation (feat. Brutos Brutaloz)    | Bushido, Brutos Brutaloz   | Bushido, Djorkaeff, Beatzarre         | 3:25  |
| 11. | Morgen um 6                                        | Bushido, MoTrip            | Bushido, Djorkaeff, Beatzarre         | 2:41  |
| 12. | Geschichten, die das Leben erzählt                 | Bushido, MoTrip            | X-Plosive                             | 3:27  |
| 13. | Todesstern                                         | Bushido                    | X-Plosive                             | 3:20  |
| 14. | Panamera Flow (feat. Shindy) (exklusiv auf iTunes) | Bushido, Shindy            | Bushido, Shindy, Djorkaeff, Beatzarre | 4:19  |

### Deluxe Edition
Die Deluxe-Edition enthält neben den zwei CDs eine DVD mit einem Making of des Albums. Diese Edition ist auf 11.111 Stück limitiert und nummeriert.

### iTunes-Version
Die offizielle iTunes-Version enthält neben den 18 Liedern der CD1 ein exklusives Feature namens Interview mit Marcus Staiger, die Lieder als Instrumental-Version und zwei Making-ofs als Videotrack.

### iTunes Premium-Version
Auf der digitalen Premium-Version befindet sich der Bonustrack „Panamera Flow“, bei dem Bushido von Shindy unterstützt wird.
Sie wurde erst am 15. März 2013 veröffentlicht.

## Vermarktung

### Singles
Am 5. Oktober 2012, eine Woche vor Albumveröffentlichung, erschien mit Kleine Bushidos die erste Single aus AMYF. Diese schaffte es auf Platz 45 der deutschen Charts und erreichte in Österreich und der Schweiz Platz 46 bzw. 64, konnte sich aber in allen drei Ländern nur eine Woche in den Charts halten.
Dafür erreichte mit Albumveröffentlichung Lass mich allein allein durch Einzeldownloads Rang 60 in den deutschen Charts, Platz 52 in Österreich sowie 34 in den Single-Charts der Schweiz. Die zweite Single des Albums, der mit Joka aufgenommene Titel Theorie & Praxis, konnte sich als erste Bushido-Single seit 10 Jahren in keinem der drei Länder in den Single-Charts platzieren und erreichte lediglich Platz 61 in die deutschen iTunes-Charts. Zur Bewerbung Am 15. März 2013 wurde gleichzeitig mit Veröffentlichung der digitalen Premium-Version von AMYF der zuvor auf dem Album nicht enthaltene Titel Panamera Flow als dritte Single des Albums veröffentlicht. Dieser erreichte sowohl in Deutschland als auch Österreich Platz 51. AMYF ist damit das erste Bushido-Album seit Vom Bordstein bis zur Skyline, aus dem sich kein Lied länger als eine Woche in den Single-Charts halten konnte.
Charterfolge in den Singlecharts

| Jahr | Titel            | Höchstplatzierung, Gesamtwochen, AuszeichnungChartplatzierungen (Jahr, Titel, Platzierungen, Wochen, Auszeichnungen, Anmerkungen) | Höchstplatzierung, Gesamtwochen, AuszeichnungChartplatzierungen (Jahr, Titel, Platzierungen, Wochen, Auszeichnungen, Anmerkungen) | Höchstplatzierung, Gesamtwochen, AuszeichnungChartplatzierungen (Jahr, Titel, Platzierungen, Wochen, Auszeichnungen, Anmerkungen) | Anmerkungen  |
| Jahr | Titel            | DE | AT | CH | Anmerkungen  |
| ---- | ---------------- | --- | --- | --- | ------------ |
| 2012 | Kleine Bushidos  | DE45 (1 Wo.)DE | AT46 (1 Wo.)AT | CH52 (1 Wo.)CH |              |
| 2012 | Lass mich allein | DE61 (1 Wo.)DE | AT52 (1 Wo.)AT | CH34 (1 Wo.)CH |              |
| 2013 | Panamera Flow    | DE51 (1 Wo.)DE | AT51 (1 Wo.)AT | — | feat. Shindy |

### Tournee
Für den April 2013 war ursprünglich eine 11 Konzerte umfassende AMYF-Tour bekannt gegeben worden. Da drei Tage vor Beginn der Tournee jedoch Bushidos Mutter verstarb, wurde diese kurzfristig abgesagt. Im Herbst 2013 wurden die Konzerte die Tournee nachgeholt. Die AMYF-Tour begann dabei am 23. September in Großen Freiheit in Hamburg und endete am 6. Oktober in der Hugenottenhalle in Neu-Isenburg. Auf der AMYF-Tour wurde Bushido erstmals von Shindy als Backup-Rapper begleitet.

### Sonstige Promotion
Im Verhältnis zu vorherigen Bushido-Alben wurde AMYF in den klassischen Medien weniger intensiv beworben. Auftritte in TV-Shows fanden nicht statt, während seine vorherigen Alben 23, Jenseits von Gut und Böse, Zeiten ändern dich und Heavy Metal Payback etwa allesamt mit Auftritten bei TV Total und, mit Ausnahme von erstgenanntem, The Dome beworben waren. Gerade für das unmittelbar vorhergehende gemeinsame Album mit Sido, 23, waren seiner Zeit zur Promotion eine eigens einberufenen Pressekonferenz, ein Auftritt bei Markus Lanz sowie ein erst kurzfristig abgesagter Auftritt bei Schlag den Raab angesetzt worden.

## Rezeption

### Charterfolg und Singles
| Professionelle Bewertungen | Professionelle Bewertungen |
| -------------------------- | -------------------------- |
| Kritiken                   |                            |
| Quelle                     | Bewertung                  |
| Laut.de                    | [ 12 ]                     |
| Rap.de                     | [ 13 ]                     |
| CDstarts.de                | [ 14 ]                     |

Das Album erreichte in Deutschland und in der Schweiz auf den ersten Platz der Albumcharts. In Österreich konnte es sich den zweiten Platz sichern. Gleichzeitig ist AMYF mit 10 bzw. 6 Wochen Chartaufenthalt in Deutschland seit Vom Bordstein bis zur Skyline und in Österreich seit dem 2004 erschienenen Electro Ghetto das Bushido-Album, das sich über den kürzesten Zeitraum in den Album-Charts platzieren konnte. In Deutschland wurde Bushido mit AMYF erstmals seit seiner Trennung von Aggro Berlin im Jahr 2004 mit einem Solo-Album nicht für den verkaufszahlenbezogenen Musikpreis Echo nominiert. Am 12. Juli 2018 verkündete Bushido den Goldstatus des Albums.
| ChartsChartplatzierungen | Höchstplatzierung | Wochen |
| ------------------------ | ----------------- | ------ |
| Deutschland (GfK)        | 1 (10 Wo.)        | 10     |
| Österreich (Ö3)          | 2 (6 Wo.)         | 6      |
| Schweiz (IFPI)           | 1 (9 Wo.)         | 9      |

### Auszeichnungen
Bushido wurde 2013 mit seinem Musikvideo zu „Kleine Bushidos“ für einen Echo in der Kategorie Bestes Video (national) nominiert.